# Kibatalia longifolia
Kibatalia longifolia är en oleanderväxtart som beskrevs av Elmer Drew Merrill. Kibatalia longifolia ingår i släktet Kibatalia och familjen oleanderväxter. Inga underarter finns listade i Catalogue of Life.